# Siphon (Höhlenkunde)

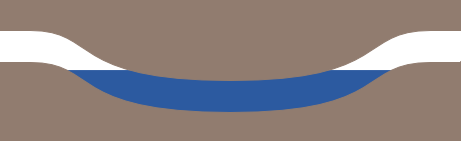
Siphon

In der Höhlenkunde bezeichnet Siphon einen unter Wasser stehenden Höhlenteil.
Unterschieden werden können permanente Siphons, in denen dauerhaft Wasser steht, und temporäre Siphons, die nur bei erhöhtem Wasserstand gefüllt sind.

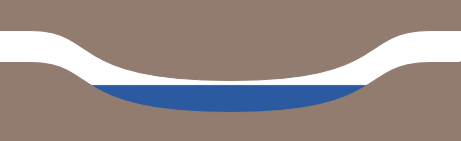
Sogenannter Halbsiphon: Ein Höhlensee mit sehr niedriger Decke

Höhlenteile, die verhältnismäßig wenig Raum zwischen Wasseroberfläche und Höhlendecke aufweisen, werden mitunter als Halbsiphon bezeichnet.
Wenn sich der Höhlengang am Ende des bekannten lufterfüllten Bereiches unter der Wasseroberfläche fortsetzt, spricht man auch von Endsiphon. Diese Zuschreibung kann durch weitere Forschung obsolet werden, sobald (beispielsweise) durch eine neu gefundene Umgehung oder einen Tauchgang eine anschließende Stelle lufterfüllten Raumes über der Wasseroberfläche gefunden wird.
Siphone mit sinusartigem Höhenverlauf sind von einer Akkumulation groben Sedimentes im absteigenden und feinen im aufsteigenden Ast geprägt.

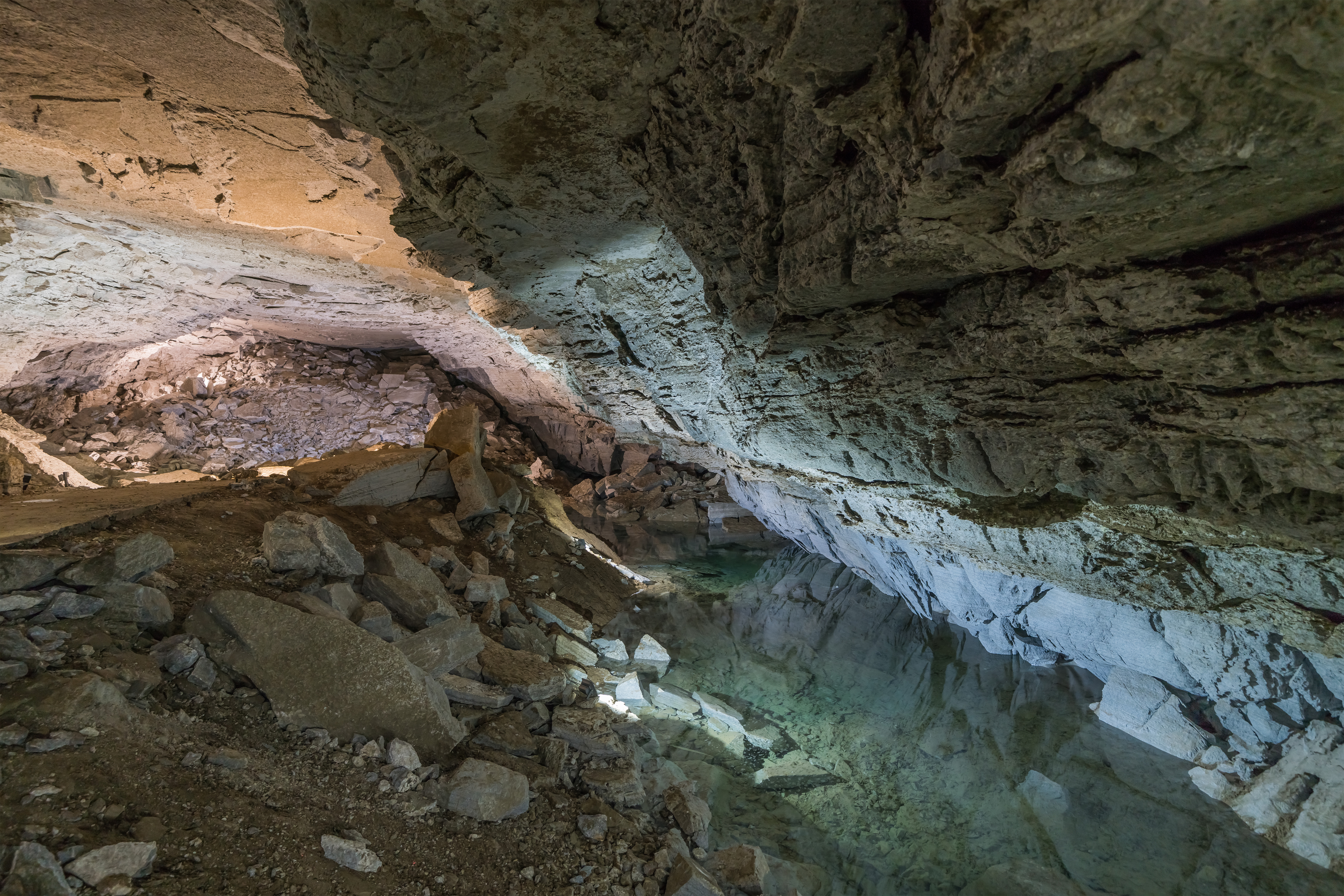
Siphon in der Eishöhle Kungur